# Petoskey
Petoskey es una ciudad ubicada en el condado de Emmet en el estado estadounidense de Míchigan. Es sede de condado de Emmet. En el Censo de 2010 tenía una población de 5670 habitantes y una densidad poblacional de 413,92 personas por km². Está ubicada a la orilla del lago Míchigan.

## Geografía
Petoskey se encuentra ubicada en las coordenadas 45°21′54″N 85°0′39″O / 45.36500, -85.01083. Según la Oficina del Censo de los Estados Unidos, Petoskey tiene una superficie total de 13.7 km², de la cual 13.18 km² corresponden a tierra firme y (3.78%) 0.52 km² es agua.

## Demografía
Según el censo de 2010, había 5670 personas residiendo en Petoskey. La densidad de población era de 413,92 hab./km². De los 5670 habitantes, Petoskey estaba compuesto por el 91.68% blancos, el 0.67% eran afroamericanos, el 4.73% eran amerindios, el 0.37% eran asiáticos, el 0.04% eran isleños del Pacífico, el 0.46% eran de otras razas y el 2.06% pertenecían a dos o más razas. Del total de la población el 1.89% eran hispanos o latinos de cualquier raza. Es el lugar de nacimiento de David Malpass, Presidente del Banco Mundial desde el 5 de abril de 2019.